# Tuusulanjärven lintuvesi
Tuusulanjärven lintuvesi este o arie protejată (arie de protecție specială avifaunistică — SPA) din Finlanda întinsă pe o suprafață de 200 ha, integral pe uscat.

## Localizare
Centrul sitului Tuusulanjärven lintuvesi este situat la coordonatele 60°26′36″N 25°02′35″E / 60.4433°N 25.0431°E.

## Înființare
Situl Tuusulanjärven lintuvesi a fost declarat arie de protecție specială avifaunistică în august 1998 pentru a proteja 28 de specii de animale.

## Biodiversitate
Situată în ecoregiunea boreală, aria protejată nu include niciun habitat protejat.
La baza desemnării sitului se află mai multe specii protejate de  păsări (28): lăcar mare (Acrocephalus arundinaceus), rață sulițar (Anas acuta), stârc cenușiu (Ardea cinerea), rață-cu-cap-castaniu (Aythya ferina), rața moțată (Aythya fuligula), Aythya marila, buhai de baltă (Botaurus stellaris), erete de stuf (Circus aeruginosus), lebădă de iarnă (Cygnus cygnus), șoimul rândunelelor (Falco subbuteo), găinușă de baltă (Gallinula chloropus), Hydrocoloeus minutus, sfrâncioc roșiatic (Lanius collurio), Larus fuscus fuscus, pescăruș râzător (Larus ridibundus), rață catifelată (Melanitta fusca), rață neagră (Melanitta nigra), Mergellus albellus, vultur pescar (Pandion haliaetus), corcodel-urechiat (Podiceps auritus), corcodel-cu-gât-roșu (Podiceps grisegena), cresteț pestriț (Porzana porzana), Spatula clypeata, rață cârâitoare (Spatula querquedula), chiră de baltă (Sterna hirundo), fluierar negru (Tringa erythropus), fluierar de mlaștină (Tringa glareola), fluierarul cu picioare roșii (Tringa totanus).
Pe lângă speciile protejate, pe teritoriul sitului au mai fost identificate 1 specie de amfibieni.